# Хохлатый тинаму
Хохлатый тинаму (лат. Eudromia elegans) — вид птиц семейства тинаму. Осёдлая птица, обитающая в Аргентине, Чили и Боливии. Длина тела — 38—41 см, масса — от 400 до 800 г. Характерные черты — белая полоса на боках головы и длинный вздёрнутый хохолок. Ноги крепкие, средний палец отсутствует. Это пугливые птицы, которые держатся небольшими группами в лесах, на лугах и в кустарниках.

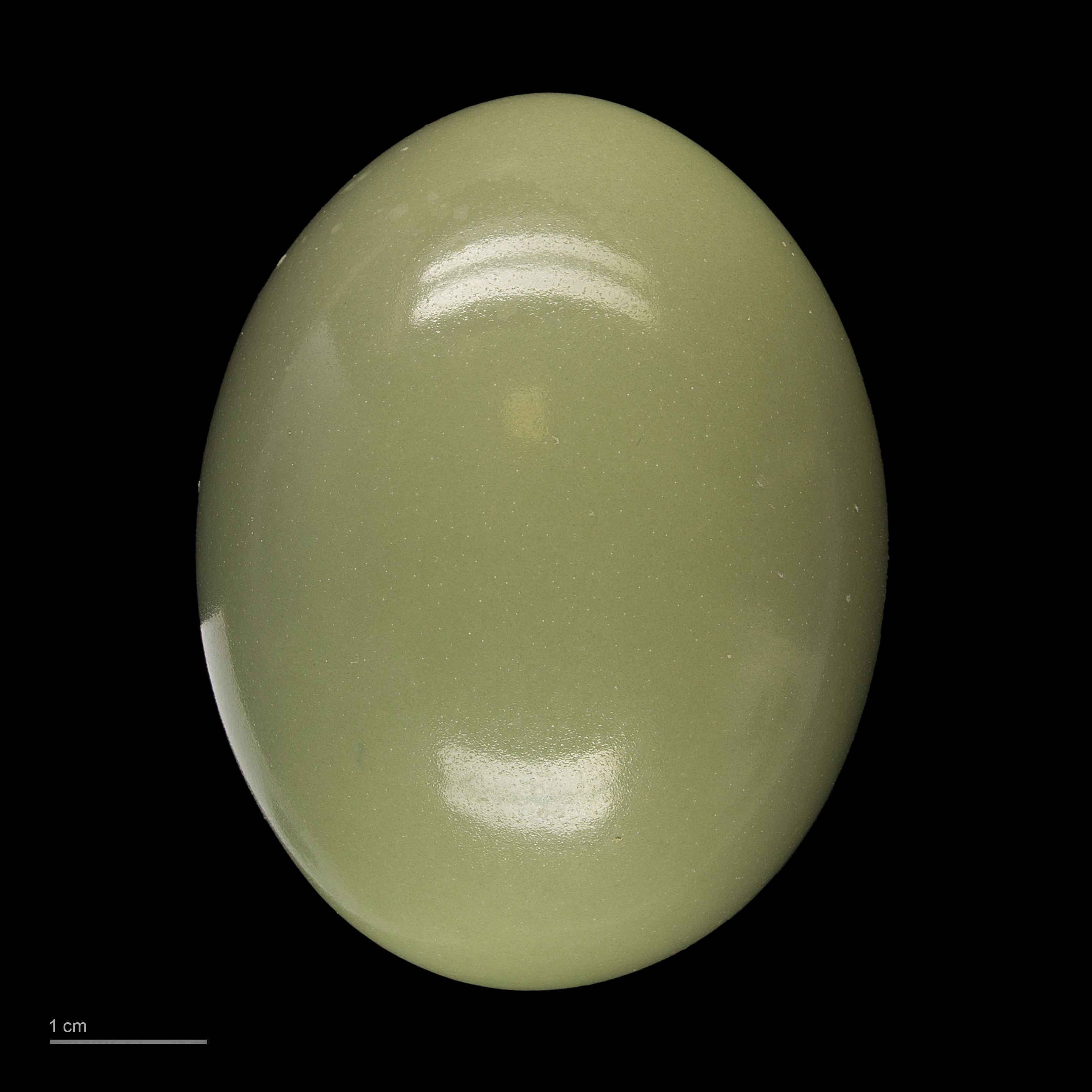
Яйцо хохлатого тинаму

## Классификация
Международный союз орнитологов выделяет 10 подвидов:
- Eudromia elegans intermedia (Dabbene & Lillo, 1913)
- Eudromia elegans magnistriata Olrog, 1959
- Eudromia elegans riojana Olrog, 1959
- Eudromia elegans albida (Wetmore, 1921)
- Eudromia elegans wetmorei Banks, 1977
- Eudromia elegans numida Banks, 1977
- Eudromia elegans elegans Geoffroy Saint-Hilaire, 1832
- Eudromia elegans multiguttata Conover, 1950
- Eudromia elegans devia Conover, 1950
- Eudromia elegans patagonica Conover, 1950